# Londoni rémtörténetek
A Londoni rémtörténetek (angolul: Penny Dreadful) egy brit-amerikai koprodukciós televíziós sorozat. Első évada 2014-ben került adásba a Showtime jóvoltából. Magyarországon először 2014 novemberétől vetítette az HBO. Műfaját tekintve misztikus-gótikus horror-dráma. Sok szereplője híres, 19. századi regénykarakter, úgy mint Dorian Gray Oscar Wilde Dorian Gray arcképéből, Mina Harker és Abraham van Helsing Bram Stoker Drakulájából vagy Frankenstein és teremtménye Mary Shelley Frankensteinjéből. A sorozat eredeti címe, a Penny Dreadful a 19. századi, brit ponyvaregények angol elnevezéséből ered. Ezeket folytatásos regényként árulták; a hetente megjelenő, olcsó papírra nyomtatott számokat egy pennyért lehetett megvenni.
A Showtime bejelentette, hogy 2015-ben folytatják a sorozatot; a második évad feltehetőleg 10 epizódból fog állni.

## Történet
A 19. századi Londonban játszódó történet több szálon fut; az egyes rész-történeteket a szereplők kapcsolata tartja össze.
Az alaptémát Stoker Drakulája adja: Malcolm Murray Afrika-kutató lánya, Mina eltűnik. A lány eltűnésében természetfeletti erők játszanak közre, ennek megfelelően Murray és lánya gyerekkori barátnője, Vanessa Ives a nyomozáshoz különc és kellően nyitott személyiségek segítségét veszik igénybe; így hozza őket össze a sors a halottakon kísérletezgető Viktor Frankenstein doktorral, valamint a rejtélyes amerikai pisztolyhőssel, Ethan Chandlerrel.
Az alaptörténettel párhuzamosan két jól ismert, de erősen átdolgozott történetszál fut: Frankenstein teremtményéé és Dorian Gray-é.

## Szereplők
- Eva Green, Vanessa Ives szerepében, aki egy rejtélyes és higgadt, űzött hősnő, aki nem követi a korszellemet és bebizonyítja, hogy ő egy olyan erő amivel számolni kell.
- Reeve Carney(wd), Dorian Gray szerepében, aki egy elbűvölő és magabiztos, mégis magányos férfi, aki nem tud meghalni.
- Timothy Dalton, Sir Malcolm Murray szerepében, aki egy edzett Afrika-kutató, aki egy személyes nyomozást vezet, hogy megtalálja elrabolt lányát, Minát.
- Josh Hartnett, Ethan Chandler szerepében aki egy vonzó, pimasz és merész, amerikai férfi, aki megveti az erőszakot, de a tettek embere és sokkal bonyolultabb személyiségű, mint amennyire elismeri.
- Anna Chancellor (Claire Ives)